# Mahikeng
Mahikeng ou Mafeking é a capital da Província do Noroeste na África do Sul. Localizado na fronteira da África do Sul com o Botswana, está 1.400 km a nordeste da Cidade do Cabo e 260 km a oeste de Joanesburgo. Em 2001, ele tinha uma população de 49.300. Em 2007, Mahikeng foi relatado a ter uma população de 250.000 habitantes, dos quais o centro financeiro constitui entre 69.000 e 75.000. Ele é construído sobre a estepe aberta a uma altitude de 1.500 m, pelos bancos do Rio Alto Molopo. O campo de ouro Madibi está a cerca de 15 km ao sul da cidade.

## Ligações Externas
- Mahikeng Local Municipality– www.mafikeng.gov.za
- Mahikeng's Premier Business & Tourism Gateway– www.mafikeng.co.za
- McGonagall on the Relief of Mafeking– William McGonagall's poem and a brief history of the siege.